# テューダーミンストレル
テューダーミンストレル (Tudor Minstrel) はイギリスの競走馬および種牡馬。馬名は「テューダー王家の吟遊詩人」の意。

## 経歴
スコッチウィスキー醸造業者である第2代フォーティビオット男爵ジョン・アーサー・デュワーの持つ、ホームストール牧場で生産されたサラブレッドの牡馬である。デュワー所有のもと、フレッド・ダーリン調教師のもとに預けられて競走馬となった。
2歳になった1946年にデビュー、バース競馬場で初勝利を挙げると、続いてソールズベリー競馬場でも勝利した。次いでアスコット競馬場のコヴェントリーステークスに登録されると、これを4馬身差で完勝した。さらに7月のサンダウンパーク競馬場で行われたナショナルブリーダーズプロデュースステークスでも4馬身差で勝利し、この年を4戦4勝で終えた。同年のフリーハンデキャップにおいて、テューダーミンストレルは133ポンドの評価を与えられ、世代トップと目されていた。
1947年、3歳シーズンの始動はバース競馬場での一般戦でこれに勝利し、続くニューマーケット競馬場での2000ギニーでは11/8（単勝約2.38倍）のオッズで1番人気に推されていた。ゴードン・リチャーズ鞍上で迎えたこの競走で、テューダーミンストレルは2着サラヴァン、3着サヤジラオに8馬身差をつけての圧勝を見せつけた。この着差は20世紀の同競走における着差レコードであり、「もし鞍上のゴードンが途中で手綱を緩めなければ20馬身はちぎっていたのではないか」「世紀の名馬だ」などと報道された。
エプソムダービーにおいて、テューダーミンストレルは4/7（単勝約1.5倍）という断然の1番人気に支持された。当日のエプソム競馬場は寒く湿った天気ながらもおよそ40万人の観客が詰めかけ、国王ジョージ6世および王妃も参席していた。ダービーの12ハロンという距離はテューダーミンストレルは未経験で、このためスタミナに疑問視もされたが、血統的にステイヤーであると見られ、一部では「荷車を引かせても勝てる」とまで言われていた。しかしテューダーミンストレルは先行することに失敗すると、そのまま先頭に立てず力尽き、単勝41倍の穴馬パールダイヴァーが優勝するなか4着と初の敗北を喫した。
6月下旬、テューダーミンストレルはマイル戦のセントジェームズパレスステークスで競走に復帰し、これを楽勝した。その後10ハロンのエクリプスステークスに挑戦したが、ミゴリ相手の2着と敗れた。秋にはクイーンエリザベス2世ステークスの前哨戦であるナイツロイヤルステークスに出走し、ペティションやザバグといった強豪馬を破って優勝している。この競走がテューダーミンストレルの最後の競走になった。

### 競走成績
当時グループ制なし。
- 1946年（4戦4勝）
  - ランズダウンステークス、ソールズベリーステークス、ブリーダーズプロデュースステークス
- 1947年（6戦4勝）
  - 2000ギニー、セントジェームズパレスステークス

## 種牡馬入り後
テューダーミンストレルは現役中に10万ポンドのシンジケートが組まれており、引退の翌年から故郷のホームストール牧場で種牡馬として活動し始めた。1958年にレスリー・コムズ2世を代表とするシンジケートに購入されてアメリカ合衆国に渡り、スペンドスリフトファームで1970年まで種牡馬を続けていた。その後1971年に同地で死亡した。
テューダーミンストレルは英米ともに産駒に恵まれ、アメリカジョッキークラブの調べによれば産駒486頭のうち291頭が勝ち上がり、34頭がステークス競走で勝利したとある。代表的な産駒には、アメリカでケンタッキーダービーに優勝したトミーリーなどがいる。

### 代表産駒
- Tomy Lee（ケンタッキーダービー）
- Toro（プール・デッセ・デ・プーラン）
- King of the Tudors（サセックスステークス、エクリプスステークス）
- Sallymount（ジャック・ル・マロワ賞）

ほか多数

## 血統表
| テューダーミンストレルの血統       | テューダーミンストレルの血統                                                                                                   | テューダーミンストレルの血統                                                                                                   | （血統表の出典） | （血統表の出典） |
| 父系                               | オーエンテューダー系 | オーエンテューダー系 | オーエンテューダー系 | [ § 2 ]          |
| 父 Owen Tudor 1938 青鹿毛 イギリス | 父の父Hyperion 1930 栗毛 イギリス                                                                                              | Gainsborough | Bayardo | Bayardo          |
| 父 Owen Tudor 1938 青鹿毛 イギリス | 父の父Hyperion 1930 栗毛 イギリス                                                                                              | Gainsborough | Rosedrop |                  |
| 父 Owen Tudor 1938 青鹿毛 イギリス | 父の父Hyperion 1930 栗毛 イギリス                                                                                              | Selene | Chaucer | Chaucer          |
| 父 Owen Tudor 1938 青鹿毛 イギリス | 父の父Hyperion 1930 栗毛 イギリス                                                                                              | Selene | Serenissima |                  |
| 父 Owen Tudor 1938 青鹿毛 イギリス | 父の母Mary Tudor II 1931 鹿毛 フランス                                                                                         | Pharos | Phalaris | Phalaris         |
| 父 Owen Tudor 1938 青鹿毛 イギリス | 父の母Mary Tudor II 1931 鹿毛 フランス                                                                                         | Pharos | Scapa Flow |                  |
| 父 Owen Tudor 1938 青鹿毛 イギリス | 父の母Mary Tudor II 1931 鹿毛 フランス                                                                                         | Anna Bolena | Teddy | Teddy            |
| 父 Owen Tudor 1938 青鹿毛 イギリス | 父の母Mary Tudor II 1931 鹿毛 フランス                                                                                         | Anna Bolena | Queen Elizabeth |                  |
| 母 Sansonnet 1933 鹿毛 イギリス    | 母の父Sansovino 1921 鹿毛 イギリス                                                                                             | Swynford | John o'gaunt | John o'gaunt     |
| 母 Sansonnet 1933 鹿毛 イギリス    | 母の父Sansovino 1921 鹿毛 イギリス                                                                                             | Swynford | Canterbury Pilgrim |                  |
| 母 Sansonnet 1933 鹿毛 イギリス    | 母の父Sansovino 1921 鹿毛 イギリス                                                                                             | Gondolette | Loved One | Loved One        |
| 母 Sansonnet 1933 鹿毛 イギリス    | 母の父Sansovino 1921 鹿毛 イギリス                                                                                             | Gondolette | Dongola |                  |
| 母 Sansonnet 1933 鹿毛 イギリス    | 母の母Lady Juror 1919 鹿毛 イギリス                                                                                            | Son-in-Law | Dark Ronald | Dark Ronald      |
| 母 Sansonnet 1933 鹿毛 イギリス    | 母の母Lady Juror 1919 鹿毛 イギリス                                                                                            | Son-in-Law | Mother in Law |                  |
| 母 Sansonnet 1933 鹿毛 イギリス    | 母の母Lady Juror 1919 鹿毛 イギリス                                                                                            | Lady Josephine | Sundridge | Sundridge        |
| 母 Sansonnet 1933 鹿毛 イギリス    | 母の母Lady Juror 1919 鹿毛 イギリス                                                                                            | Lady Josephine | Americus Girl |                  |
| 母系(F-No.)                        | (FN:9-c) | (FN:9-c) | (FN:9-c) | [ § 3 ]          |
| 5代内の近親交配                    | Gondolette 3x5=15.63%、 Canterbury Pilgrim 4x5=9.38%、 Chaucer 父内4x5=9.38%、 Bay Ronald 5x5=6.25%、 Pilgrimage 母内5x5=6.25% | Gondolette 3x5=15.63%、 Canterbury Pilgrim 4x5=9.38%、 Chaucer 父内4x5=9.38%、 Bay Ronald 5x5=6.25%、 Pilgrimage 母内5x5=6.25% | Gondolette 3x5=15.63%、 Canterbury Pilgrim 4x5=9.38%、 Chaucer 父内4x5=9.38%、 Bay Ronald 5x5=6.25%、 Pilgrimage 母内5x5=6.25% | [ § 4 ]          |
| 出典                               | 1. 2. 3. 4. | 1. 2. 3. 4. | 1. 2. 3. 4. | 1. 2. 3. 4.      |

- 姉にコロネーションステークス勝ち馬のネオライト（Neolight、1943年生）がいる。